# Campeonato de Primera División 1966 (Argentina)
El Campeonato de Primera División 1966 fue la trigésima sexta temporada y el trigésimo octavo torneo de la era profesional de la Primera División de Argentina. Fue el único certamen organizado ese año por la Asociación del Fútbol Argentino, y el último disputado bajo el formato de un solo torneo anual. A partir de la temporada siguiente, se implementó el sistema de dos campeonatos por año: el Torneo Metropolitano, en la primera parte del calendario, y el Torneo Nacional, en la segunda. 
Los nuevos participantes fueron los dos equipos ascendidos de la Primera División B 1965: el campeón, Colón, que tuvo su primera participación profesional en Primera División, y el subcampeón, Quilmes, que formó parte de la categoría después de haberlo hecho por última vez en la temporada 1962.  
Comenzó el 6 de marzo y finalizó el 6 de diciembre, bajo el formato de dos ruedas todos contra todos, con un total de 38 fechas. 
El campeón fue el Racing Club, dirigido por Juan José Pizzuti, cuyo célebre «Equipo de José» se consagró tras empatar 0–0 con Gimnasia y Esgrima (LP) como visitante, en un encuentro correspondiente a la trigésimo sexta fecha, lográndolo con dos jornadas aún por disputarse y sacando el 86% de los puntos. De esta manera, alcanzó su décimo quinto título y clasificó a la Copa Libertadores 1967 junto al subcampeón, River Plate. 
Por otra parte, si bien continuaba vigente el sistema de promedios para determinar los descensos, este fue nuevamente suspendido, como había ocurrido en las tres temporadas anteriores, luego de disputarse la penúltima fecha del campeonato.

## Ascensos y descensos
| Pos | Equipos ascendidos |
| --- | ------------------ |
| 1.º | Colón              |
| 2.º | Quilmes            |

| Equipos descendidos en la temporada 1965 |
| ---------------------------------------- |
| No hubo                                  |

De esta forma, los equipos participantes aumentaron a 20.

## Equipos participantes
| Equipo             | Ciudad       | Estadio                            | Capacidad |
| ------------------ | ------------ | ---------------------------------- | --------- |
| Argentinos Juniors | Buenos Aires | Argentinos Juniors                 | 32 150    |
| Atlanta            | Buenos Aires | Atlanta                            | 48 688    |
| Banfield           | Banfield     | Banfield                           | 27 789    |
| Boca Juniors       | Buenos Aires | La Bombonera                       | 57 895    |
| Chacarita Juniors  | Villa Maipú  | Chacarita Juniors                  | 35 047    |
| Colón              | Santa Fe     | Brigadier General Estanislao López | 31 000    |
| Estudiantes        | La Plata     | Uno                                | 30 550    |
| Ferro Carril Oeste | Buenos Aires | Ferro Carril Oeste                 | 25 000    |
| Gimnasia y Esgrima | La Plata     | Del Bosque                         | 29 161    |
| Huracán            | Buenos Aires | Jorge Newbery                      | 69 373    |
| Independiente      | Avellaneda   | La Doble Visera                    | 62 345    |
| Lanús              | Lanús Este   | Ciudad de Lanús                    | 31 027    |
| Newell's Old Boys  | Rosario      | El Coloso del Parque               | 27 000    |
| Platense           | Buenos Aires | Manuela Pedraza y Crámer           | 14 530    |
| Quilmes            | Quilmes      | Guido y Sarmiento                  | 30 120    |
| Racing Club        | Avellaneda   | Presidente Perón                   | 120 000   |
| River Plate        | Buenos Aires | Monumental                         | 99 739    |
| Rosario Central    | Rosario      | Gigante de Arroyito                | 32 431    |
| San Lorenzo        | Buenos Aires | El Gasómetro                       | 75 000    |
| Vélez Sarsfield    | Buenos Aires | José Amalfitani                    | 63 103    |

### Distribución geográfica de los equipos
| Jurisdicción           | Cant. | Equipos |
| ---------------------- | ----- | --- |
| Conurbano bonaerense   | 8     | Banfield, Chacarita Juniors, Independiente, Lanús, Quilmes y Racing Club                                           |
| Ciudad de Buenos Aires | 7     | Argentinos Juniors, Atlanta, Boca Juniors, Ferro Carril Oeste, Huracán, River Plate, San Lorenzo y Vélez Sarsfield |
| Provincia de Santa Fe  | 4     | Colón, Newell's Old Boys y Rosario Central                                                                         |
| Ciudad de La Plata     | 2     | Estudiantes y Gimnasia y Esgrima                                                                                   |

## Tabla de posiciones final
| Pos. | Equipo                  | Pts. | PJ | PG | PE | PP | GF | GC | Dif. |
| ---- | ----------------------- | ---- | -- | -- | -- | -- | -- | -- | ---- |
| 1.º  | Racing Club             | 61   | 38 | 24 | 13 | 1  | 70 | 24 | 46   |
| 2.º  | River Plate             | 56   | 38 | 22 | 12 | 4  | 66 | 26 | 40   |
| 3.º  | Boca Juniors            | 48   | 38 | 17 | 14 | 7  | 51 | 32 | 19   |
| 4.º  | San Lorenzo             | 46   | 38 | 17 | 12 | 9  | 48 | 34 | 14   |
| 5.º  | Vélez Sarsfield         | 46   | 38 | 15 | 16 | 7  | 49 | 38 | 11   |
| 6.º  | Independiente           | 44   | 38 | 14 | 16 | 8  | 54 | 34 | 20   |
| 7.º  | Estudiantes (LP)        | 41   | 38 | 12 | 17 | 9  | 44 | 37 | 7    |
| 8.º  | Gimnasia y Esgrima (LP) | 39   | 38 | 13 | 13 | 12 | 49 | 41 | 8    |
| 9.º  | Argentinos Juniors      | 39   | 38 | 14 | 11 | 13 | 40 | 44 | −4   |
| 10.º | Atlanta                 | 38   | 38 | 10 | 18 | 10 | 45 | 39 | 6    |
| 11.º | Newell's Old Boys       | 38   | 38 | 14 | 10 | 14 | 45 | 51 | −6   |
| 12.º | Rosario Central         | 37   | 38 | 10 | 17 | 11 | 31 | 30 | 1    |
| 13.º | Banfield                | 37   | 38 | 13 | 11 | 14 | 45 | 48 | −3   |
| 14.º | Lanús                   | 31   | 38 | 9  | 13 | 16 | 43 | 55 | −12  |
| 15.º | Huracán                 | 29   | 38 | 10 | 9  | 19 | 41 | 62 | −21  |
| 16.º | Colón                   | 27   | 38 | 8  | 11 | 19 | 30 | 53 | −23  |
| 17.º | Platense                | 27   | 38 | 6  | 15 | 17 | 25 | 51 | −26  |
| 18.º | Ferro Carril Oeste      | 27   | 38 | 9  | 9  | 20 | 37 | 64 | −27  |
| 19.º | Quilmes                 | 26   | 38 | 8  | 10 | 20 | 39 | 59 | −20  |
| 20.º | Chacarita Juniors       | 23   | 38 | 5  | 13 | 20 | 36 | 66 | −30  |

|  | Campeón. Clasificado a la Copa Libertadores 1967.    |
|  | Subcampeón. Clasificado a la Copa Libertadores 1967. |

## Descensos y ascensos
Al haberse anulado los descensos, con el ascenso de Deportivo Español y Unión, el número de equipos participantes del Campeonato Metropolitano 1967 aumentó a 22.

## Goleadores
| Jugador              | Jugador              | Goles | Equipo           |
| -------------------- | -------------------- | ----- | ---------------- |
| Bandera de Argentina | Luis Artime          | 23    | Independiente    |
| Bandera de Argentina | Jaime Martinoli      | 18    | Racing Club      |
| Bandera de Argentina | Héctor Rodolfo Veira | 18    | San Lorenzo      |
| Bandera de Argentina | Ángel Clemente Rojas | 17    | Boca Juniors     |
| Bandera de Argentina | Marcos Conigliaro    | 16    | Estudiantes (LP) |
| Bandera de Argentina | Juan José Rodríguez  | 16    | Racing Club      |

## Televisación
Debido a los gastos dados por la Copa del Mundo, la AFA autorizó a Canal 7 la filmación y transmisión en diferido de un partido por fecha del campeonato. Los partidos fueron transmitidos cada lunes luego de finalizada la fecha.